# گروناو (برلین)
گروناو (به آلمانی: Berlin-Grünau) یک منطقهٔ مسکونی در آلمان است که در Treptow-Köpenick واقع شده‌است. گروناو ۵٬۴۸۲ نفر جمعیت دارد.